# جسر تسورومي تسوباسا

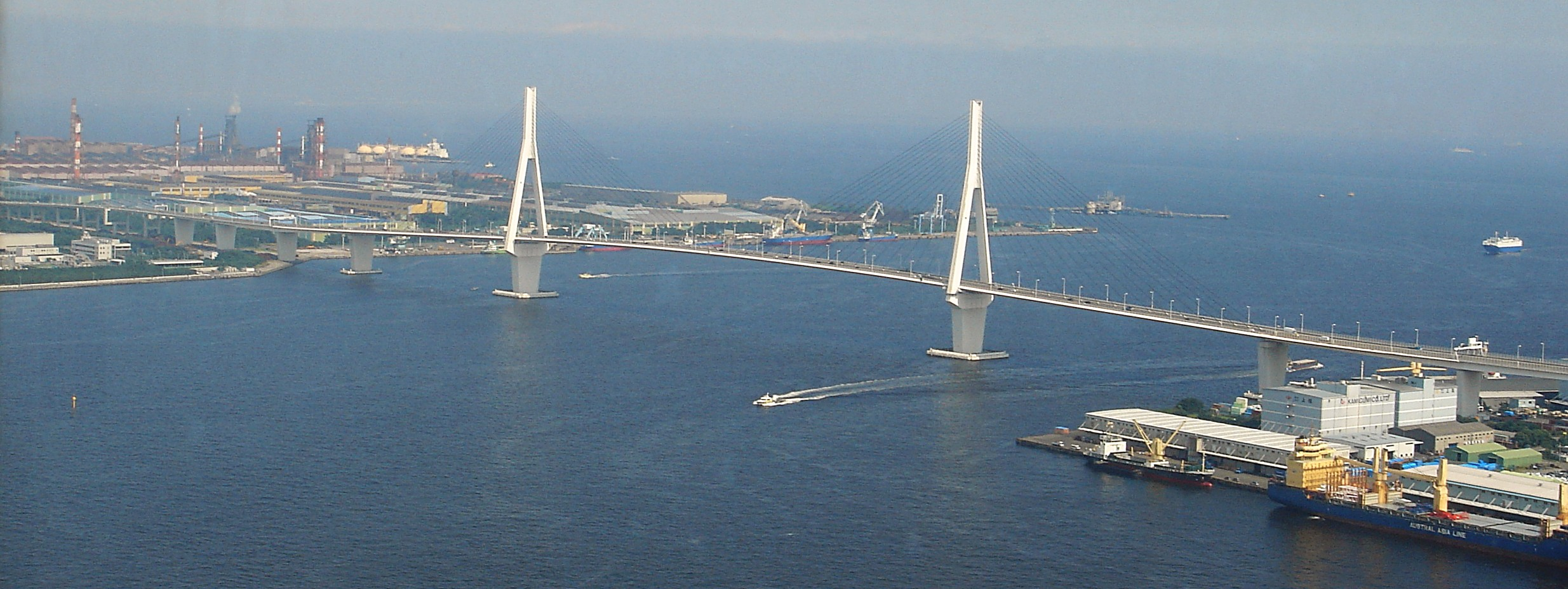
جسر تسورومي تسوباسا.

جسر تسورومي تسوباسا (باليابانية: 鶴見つばさ橋) هو جسر معلق بأسلاك فولاذية، يقع الجسر في الجانب الغربي من خليج يوكوهاما وجزء من طريق سريع عبر ميناء يوكوهاما، الواقع في محافظة كاناغاوا في اليابان، الجسر له بعد رئيسى بطول يبلغ 510 متر (1670 قدم)، وبعدين الجانبين يبلغ 255 متر (837 قدم).

## ملخص الجسر
- شكل الجسر: جسر صلب فولاذي.
- طول الجسر: 1،020 متر.
- المسار المركزي بين الطولين: 510 متر.
- الأعمدة الرئيسية: على شكل حرف (Y) مقلوب، ارتفاعها 180 متر (الأعلى 183 متر).
- الارتفاع عن سطح البحر: 57 متر.
- مواصفات الطريق: 6 مسارات للسيارات على كلا الجانبين.
- السرعة التصميمية: 80 كلم/ ساعة.

## تاريخ الأعمال الفنية
- 1987: في شهر يناير كانون الثاني بدأ العمل في بناء الجسر.
- 1994: بعد سبع سنوات من بدأ أعمال التشييد تم الانتهاء من بناء الجسر، وافتتح في 21 ديسمبر.